# Heliastus guanieri
Heliastus guanieri är en insektsart som beskrevs av Andrew Nelson Caudell 1903. Heliastus guanieri ingår i släktet Heliastus och familjen gräshoppor. Inga underarter finns listade i Catalogue of Life.